# José Padrón
José Padrón Martín, surnommé El Sueco (« Le Suédois »), né le 5 mai 1909 à Las Palmas (Îles Canaries, Espagne) et mort le 3 décembre 1966 dans le 13e arrondissement de Paris, est un footballeur international espagnol qui jouait au poste d'ailier gauche.

## Biographie
Entre avril et juin 1925, le club des Îles Canaries du Real Club Victoria réalise une tournée à travers la Péninsule ibérique et joue quelques matchs en Catalogne contre l'UE Sants, le CE Sabadell et l'Iluro SC. L'Espanyol de Barcelone remarque son excellente technique et décide de le recruter avec Rafael Oramas. Padrón joue avec l'Espanyol entre 1925 et 1930 et il forme avec Martín Ventolrá et Crisant Bosch une superbe ligne d'attaque. Il débute avec l'Espanyol face au CE Júpiter (victoire 4 à 0) lors d'un match disputé le 21 juin 1925 au stade de Sarrià. En cinq ans avec l'Espanyol, il gagne un championnat de Catalogne et une Coupe d'Espagne en 1929.
Padrón est ensuite recruté par le Séville FC en 1930 où il reste jusqu'en 1933. En 1933, il signe au FC Barcelone.
En 1934, il doit s'exiler en France en raison de son militantisme anarchiste. Il poursuit donc sa carrière dans le championnat français, d'abord avec l'Olympique d'Alès, puis avec l'AS Cannes, le FC Sochaux-Montbéliard avec qui il remporte le championnat en 1938, le Red Star, Charleville ou encore le Stade de Reims. 
Fidèle à ses idéaux libertaires, il s'engage dans la 2e division blindée commandée par le général Leclerc et participe à la libération de Paris le 25 août 1944 avec La Nueve.
Lorsque José Samitier l'invite à l'inauguration du Camp Nou en 1957, il refuse ainsi : « Je ne reviendrai pas tant que Franco sera au pouvoir. »

### Équipe nationale
José Padrón débute en équipe d'Espagne le 17 mars 1929 à Séville face au Portugal (victoire 5 à 0). Padrón inscrit deux buts lors de ce match. 
Il joue en tout cinq matchs avec l'Espagne.

## Palmarès
Avec l'Espanyol de Barcelone :
- Vainqueur de la Coupe d'Espagne en 1929
- Champion de Catalogne en 1929

Avec Sochaux :
- Champion de France en 1938